# Operación Berlín (Segunda Guerra Mundial)
Operación Berlín fue una operación diseñada bajo el concepto de corsarios de la Armada Naval Alemana durante la primera fase de la Segunda Guerra Mundial (diciembre de 1940-marzo de 1941) destinada a forzar el bloqueo aliado y atacar las líneas de convoyes que suministraban recursos sobre la base de la Ley de Préstamo y Arriendo entre Estados Unidos y Reino Unido en el Atlántico.

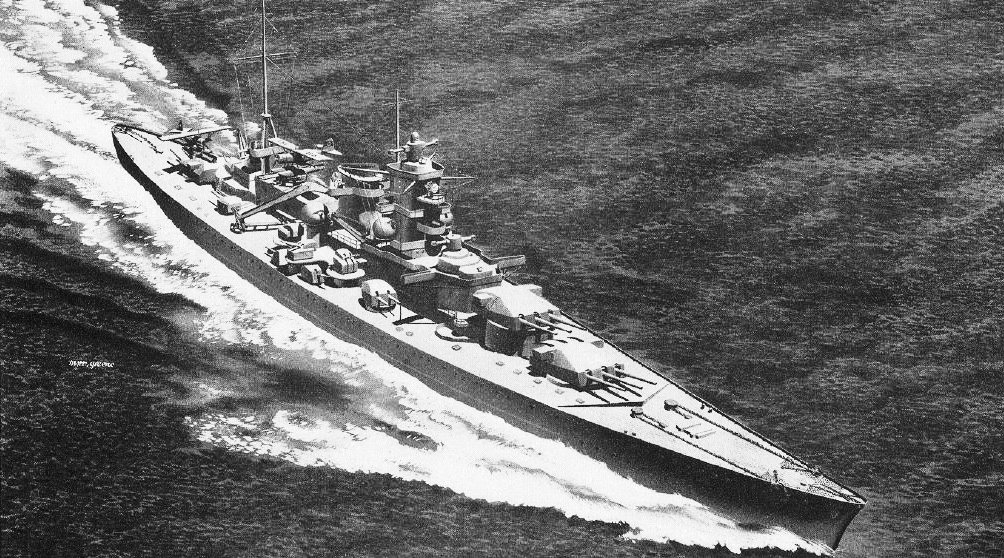
Ilustración identificativa del Scharnhorst, publicada por la División de Inteligencia Naval del Departamento de la Armada de los Estados Unidos.

## Contexto
Para fines de 1940, los Aliados habían establecido un bloqueo alrededor de los puertos alemanes en el mar del Norte. Las unidades alemanas hacían esporádicas salidas en forma individual para hacer la Guerra de Corso en los océanos del mundo.
El almirante Günther Lütjens, en conjunto con el gran almirante Erich Raeder del OKM, habían aprobado una segunda salida de los cruceros de batalla Scharnhorst y Gneisenau cuando las condiciones meteorológicas lo permitieran sin ser avistados por los Aliados. Ya estaba en operaciones el crucero pesado Admiral Hipper y se habían establecido puntos de abastecimiento con petroleros apostados en puntos estratégicos. 
El invierno de 1941 fue el más gélido y borrascoso de los inviernos de los últimos 50 años, dándose las condiciones propicias para romper el bloqueo sin ser avistados.
Dicha ocasión se presentó en enero de 1941. Se había intentado una salida en diciembre de 1940, pero la mar gruesa del mar del Norte ocasionó daños al Gneisenau, por lo que hubo que posponerla hasta haber reparado dicha unidad en Kiel. El Scharnhorst mientras tanto permaneció en Gotenhafen.

## Inicio de la operación
El 22 de enero de 1941, zarpan el Scharnhorst y el Gneisenau, en este último navío, el almirante Günther Lütjens iza su bandera insignia.
La ruta elegida era el Gran Belt (Skagerrrak), costa meridional de Noruega, cruzar en línea recta por el norte e intentar salida o por el estrecho de Dinamarca o bien por las Islas Feroe.
Pero la salida del Gneisenau fue detectada e informada al Almirantazgo británico el 23 de enero, por lo que se ordenó la salida de Scapa Flow de los acorazados HMS Rodney, HMS Nelson y el HMS Repulse y algunos cruceros al mando de John Tovey, el situarse en un punto intermedio al sur de Islandia para estar preparado para interceptar a la fuerza alemana.
El 28 de enero, los cruceros de batalla alemanes detectaron un contacto cuando intentaban salir por las Islas Feroe, en efecto, un destructor británico detecta vagamente a los alemanes e informa a Tovey. La fuerza británica inicia un barrido por la zona con el objeto de interceptar a los cruceros alemanes. No obstante, Lütjens había ordenado una reinversión del rumbo hacia el noroeste a la máxima velocidad. Cuando la fuerza británica llegó al sector, no los pudo detectar y Tovey asumió que el supuesto avistamiento era falsa alarma y ordena el regreso a Scapa Flow.
Lütjens llega a un punto en el mar del Norte, el 30 de enero de 1941, y después de petrolear decide hacer la salida por el estrecho de Dinamarca. El 2 de febrero recibe un comunicado de un reconocimiento aéreo que le informa que la Home Fleet está toda surta en Scapa Flow.
El 5 de febrero de 1941, los alemanes irrumpen en el Atlántico Norte, Günther Lütjens radia un mensaje a Alemania indicando el éxito de la salida.

## Desarrollo
La agrupación alemana descendió hasta la latitud 50N, el 6 de febrero se reaprovisionó de los buques de aprovisionamiento establecidos y siguieron rumbo al sur, donde detectaron el convoy HX-106 escoltados por el HMS Ramillies que no los avistó ni los detectó. La agrupación alemana varió entonces el rumbo hacia el Noroeste entre Islandia y Canadá y repostaron el 15 de febrero frente a las costas canadienses. 
El 16 invirtió el rumbo y casi una semana después, el 22 de febrero, los radiotelémetros detectan un convoy sin escolta.
El 22 de febrero de 1941 interceptan al convoy HX-111 y se hunden a cañonazos 5 buques británicos con un total de 25.000t. A pesar de que uno de los vapores, el Harlesden, alcanzó a radiar un mensaje, la agrupación aún no había sido detectada. Se recogen a los tripulantes, ahora POWS y se les transfieren a los barcos de aprovisionamiento el 19 de marzo.
La agrupación alemana se traslada a las Azores y allí interceptó a un convoy que provenía del Reino Unido; pero la presencia del acorazado HMS Malaya hizo desistir del ataque a Lütjens y en cambio, dieron la ubicación a los submarinos para que actuarán sobre ellos.
Una vez más, Lütjens se movió hacia el Atlántico Occidental y allí tuvo mejor suerte ya que interceptó y cañoneo a dos convoyes con el hundimiento de 16 mercantes, uno de los cuales alcanzó a radiar un mensaje que fue captado por el HMS Rodney quien llegó a la zona solo para recoger sobrevivientes.
El 21 de marzo de 1941, la agrupación alemana llegó a Brest contando con 18.000 millas náuticas recorridas y 22 buques mercantes hundidos con un registro de 113.690 tm.
El éxito de esta incursión fue muy usada por la propaganda alemana y sirvió de base para que el Seekriegsleitung avalara esta modalidad de lucha contra el comercio del Reino Unido. El ejercicio Rheinübung que ocuparía al acorazado Bismarck y el crucero pesado Prinz Eugen, dos meses después sería calcado a esta operación.

### Barcos hundidos[2]
|    | Barco            | Fecha      | Despl.    | Posición                          |
| 1  | Lustrous         | 22/02/1941 | 6.156 t   | 47°12′N 40°13′O / 47.200, -40.217 |
| 2  | Kantara          | 22/02/1941 | 3.237 t   | 47°12′N 40°13′O / 47.200, -40.217 |
| 3  | Trelawny         | 22/02/1941 | 4.689 t   | 47°12′N 40°13′O / 47.200, -40.217 |
| 4  | A. D. Huff       | 22/02/1941 | 5.866 t   | 47°12′N 40°13′O / 47.200, -40.217 |
| 5  | Harlesden        | 22/02/1941 | 5.483 t   | 47°12′N 40°18′O / 47.200, -40.300 |
| 6  | Marathon         | 09/03/1941 | 6.352 t   | 21°N 25°O / 21, -25               |
| 7  | Athelfoam        | 15/03/1941 | 6.554 t   | 42°0′N 43°25′O / 42.000, -43.417  |
| 8  | British Strength | 15/03/1941 | 7.139 t   | 42°N 43°O / 42, -43               |
| 9  | Bianca           | 15/03/1941 | 5.688 t   | 47°12′N 40°13′O / 47.200, -40.217 |
| 10 | San Casimiro     | 15/03/1941 | 8.046 t   | 47°12′N 40°13′O / 47.200, -40.217 |
| 11 | Polykarp         | 15/03/1941 | 6.405 t   | 47°12′N 40°13′O / 47.200, -40.217 |
| 12 | Simnia           | 15/03/1941 | 6.197 t   | 40°28′N 43°30′O / 40.467, -43.500 |
| 13 | Mangkai          | 16/03/1941 | 8.298 t   | 43°15′N 43°5′O / 43.250, -43.083  |
| 14 | Silverfir        | 16/03/1941 | 4.347 t   | 42°N 43°O / 42, -43               |
| 15 | Sardinian Prince | 16/03/1941 | 3.491 t   | 44°N 43°O / 44, -43               |
| 16 | Demerteton       | 16/03/1941 | 5.251 t   | 46°30′N 43°40′O / 46.500, -43.667 |
| 17 | Rio Dorado       | 16/03/1941 | 4.507 t   | 42°N 43°O / 42, -43               |
| 18 | Emipre Industry  | 16/03/1941 | 3.648 t   | 43°28′N 45°24′O / 43.467, -45.400 |
| 19 | Granli           | 16/03/1941 | 4.530 t   | 300 millas al este de Terranova   |
| 20 | Myson            | 16/03/1941 | 4.564 t   | 42°N 43°O / 42, -43               |
| 21 | Royal Crown      | 16/03/1941 | 4.364 t   | 42°N 43°O / 42, -43               |
| 22 | Chilean Reefer   | 16/03/1941 | 1.831 t   | 46°13′N 44°45′O / 46.217, -44.750 |
|    |                  | Total      | 113.690 t |                                   |